# Radenac
 Radenac  (en bretón Radeneg) es una población y comuna francesa, situada en la región de Bretaña, departamento de Morbihan, en el distrito de Pontivy y cantón de Rohan.

## Demografía
| 1049 | 1004 | 903 | 807 | 832 | 825 |
| Para los censos de 1962 a 1999 la población legal corresponde a la población sin duplicidades (Fuente: INSEE [Consultar]) |      |     |     |     |     |